# Nicolae Bălcescu (gmina Coțușca)
Nicolae Bălcescu – wieś w Rumunii, w okręgu Botoszany, w gminie Coțușca. W 2011 roku liczyła 33 mieszkańców.